# Möllenbeck (Mecklenburgische Seenplatte)
Möllenbeck é um município da Alemanha, situado no distrito de Mecklenburgische Seenplatte, no estado de Mecklemburgo-Pomerânia Ocidental. Tem 36,20 km² de área, e sua população em 2019 foi estimada em 706 habitantes.